# Javert Monteiro
Javert Monteiro é um ator brasileiro natural de Itanhandu, irmão do jurista e ex-procurador da República José Antero Monteiro Filho. É formado em Ciências Sociais pela Universidade Federal de Minas Gerais. Em 1974, iniciou carreira teatral em Belo Horizonte com a peça "Os pequenos burgueses", de Máximo Gorki. Em seguida, participou em "Os justos", de Albert Camus, "Calabar", de Chico Buarque e Ruy Guerra, "Boca de ouro", de Nélson Rodrigues, e "Galileu Galilei", de Bertolt Brecht. Em 1986, mudou-se para São Paulo, onde atuou em espetáculos como "A falecida", de Nélson Rodrigues, direção de Gabriel Vilela, "Nossa cidade", de Thornton Wilder, "O senhor de Porqueiral", de Molière, "Palmas para o senhor diretor", direção de Marília Pêra, "Os sete gatinhos", de Nélson Rodrigues, entre outros.

## Participações

### Cinema
- Amor & Cia., de Helvécio Ratton
- Mater Dei, de Vinícius Mainardi
- Vôo cego rumo sul, de Hermano Penna
- Ela e os homens, de Alcione Araújo. Direção de Schubert Magalhães.
- Prisioneiras da selva amazônica, direção de Conrado Sanchez.
- Dois homens para matar, de Carlos Alberto Ratton e Paulo Leite Soares. Direção de Paulo Leite Soares.
- O moleque, direção de Ari Cândido Fernandes.

## Trabalhos na TV
- 2018 - Deus Salve o Rei - Lutero
- 2009 - Malhação ID - Zé
- 2009 - João Miguel - Juiz
- 2009 - Força-Tarefa - Oswaldo
- 2008 - Água na Boca - Rocco
- 2007 - Pé na Jaca! - Hermes
- 2007 - Amazônia, de Galvez a Chico Mendes - Coronel
- 2005 - Belíssima - Sandoval
- 2005 - Xandu Quaresma
- 2004 - Metamorphoses - Moreira
- 2004 - Como Uma Onda
- 2003 - Copas de Mel
- 2002 - Desejos de Mulher
- 2001 - Um Anjo Caiu do Céu
- 2000 - Vila Madalena
- 2000 - Telecurso 2000
- 1998 - Fascinação
- 1997 - Os Ossos do Barão
- 1993 - Deus Nos Acuda
- 1992 - Projeto Ipê
- 1991 - Brasileiras e Brasileiros
- 1989 - O Cometa
- 1988 - As Mãos Que Tocaram Em Deus

## No Teatro
- "Iídiche Mamma Mia", de Márcio Pitliuk. Direção: Alexandre Reinecke.
- "O marido vai à caça", de Georges Feydeau. Tradução e direção: Cacá Rosset.
- "Os sete gatinhos", de Nélson Rodrigues. Direção: Alexandre Reinecke.
- "O veneno do teatro", de Rodolf Sirera. Direção: Hugo Coelho.
- "Os jogadores", de Nikolai Gogol.
- "Marido Bandeira 2", de Ray Cooney.
- "Game Over"
- "A profecia da lua"
- "A tempestade"
- "Eu falo o que elas querem ouvir", de Mário Prata.
- "Sete dias em 2000"
- "Sobre a arte de cortar bifes"
- "Tio Vânia", de Anton Tchekhov.
- "Scapino", de Molière.
- "O avarento", de Molière.
- "A moça que falou assim"
- "Muito prazer"
- "Bertolt Brecht"
- "Cárcere privado"
- "Amazônia
- "A floresta dos sonhos"
- "Um crime quase perfeito"
- "Coisa de louco"
- "A aula"
- "No melhor da festa"
- "Palmas para o Senhor Diretor"
- "Rei do Brasil"
- "As raposas do café"
- "O senhor de Porqueiral", de Molière.
- "Nossa cidade", de Thornton Wilder.
- "A falecida", de Nélson Rodrigues.
- "Papa Highirte"
- "Besame mucho", de Mário Prata.
- "João e Maria"
- "Os irmãos Piriá"
- "A lira dos vinte anos"
- "Santa Esperança"
- "Decameron"
- "Afinal, uma mulher de negócios"
- "O que é?"
- "Boca de Ouro", de Nélson Rodrigues.
- "Galileu Galilei", de Bertolt Brecht.
- "Calabar", de Chico Buarque e Ruy Guerra.
- "Orquestra de senhoritas"
- "A historia é uma estória"
- "O caminho das pedras verdes"
- "Ceci e Peri"
- "Fábrica de chocolate", de Mário Prata.
- "Amant-kyr"
- "D. Beja", de Mário Prata.
- "Os justos", de Albert Camus.
- "Os pequenos burgueses", de Máximo Gorki.
- "Triptolemo XVII"
- "O Rei é a Lei"
- "Dom Xicote"
- "Libertas que será também"
- "Comédia sem título"